# آلسیندو سارتوری
آلسیندو سارتوری (به پرتغالی: Alcindo Sartori) مهاجم اهل برزیل است که در شهر Medianeira و در تاریخ ۲۱ اکتبر ۱۹۶۷ به دنیا آمده‌است.
آلسیندو سارتوری در تیم‌های فوتبال فلامینگو سابقهٔ حضور دارد.